# Diaphorencyrtus
Diaphorencyrtus is een geslacht van vliesvleugeligen uit de familie Encyrtidae. De wetenschappelijke naam van dit geslacht is voor het eerst geldig gepubliceerd in 1981 door Hayat.

## Soorten
Het geslacht Diaphorencyrtus omvat de volgende soorten:
- Diaphorencyrtus aligarhensis (Shafee, Alam & Agarwal, 1975)
- Diaphorencyrtus harrisoni (Robinson, 1960)